# Justizamt Nauheim
Das Justizamt Nauheim (bis 1847: Justizamt Dorheim) war von 1821 bis 1866 ein erstinstanzliches Gericht der ordentlichen Gerichtsbarkeit, in der Provinz Hanau des Kurfürstentums Hessen.

## Justizamt Dorheim
1821 erfolgte auch in Kurhessen auf der unteren Ebene die Trennung der Rechtsprechung von der Verwaltung. Die bisher von den Ämtern wahrgenommenen Aufgaben wurden auf Kreisräte (zuständig für die Verwaltung) und Justizämter (alternativ: Landgerichte, im Umfeld der größeren Städte) übertragen. Die Justizämter und Landgerichte waren – trotz der heute merkwürdig anmutenden Bezeichnung „Justizamt“ – erstinstanzliche Gerichte. Die Aufgaben der Rechtsprechung des aufgelösten Amts Dorheim nahm nun das Justizamt Dorheim wahr, die Aufgaben der Verwaltung der Kreis Hanau. Benannt war das Justizamt Dorheim nach dem Ort seines Amtssitzes, Dorheim, heute ein Stadtteil von Friedberg.
Das Justizamt Dorheim war im Instanzenzug dem Obergericht für die Provinz Hanau in Hanau nachgeordnet.

## Justizamt Nauheim
1847 wurde der Sitz des Justizamtes von Dorheim nach (Bad) Nauheim verlegt. Dafür wurde in Nauheim ein neues Amtsgebäude errichtet und das Gericht in Justizamt Nauheim umbenannt.

## Bezirk
| Gemeinde   | Herkunft    | Zugang | Abgang | Verbleib            |
| ---------- | ----------- | ------ | ------ | ------------------- |
| Dorheim    | Amt Dorheim | 1821   | 1866   | Landgericht Nauheim |
| Nauheim    | Amt Dorheim | 1821   | 1866   | Landgericht Nauheim |
| Rödgen     | Amt Dorheim | 1821   | 1866   | Landgericht Nauheim |
| Schwalheim | Amt Dorheim | 1821   | 1866   | Landgericht Nauheim |

## Ende
Nach dem Krieg und dem Friedensvertrag vom 3. September 1866 zwischen dem Großherzogtum Hessen und dem Königreich Preußen erhielt das Großherzogtum das Gebiet des bis dahin kurhessischen Gerichtsbezirks Nauheim. Nach einer kurzen Interimsphase, in der das Landgericht Friedberg die bisherig vom Justizamt Nauheim ausgeübten Funktionen wahrnahm, wurde zum 20. Januar 1867 die Justizstruktur des neu erworbenen Gebiets der des Großherzogtums angepasst. Die erstinstanzliche Rechtsprechung erfolgte dort durch Landgerichte. Aus dem „Justizamt Nauheim“ wurde nun das Großherzogliche Landgericht Nauheim, sein Gerichtsbezirk zugleich um einige umliegende Ortschaften erweitert.

## Gerichtsgebäude

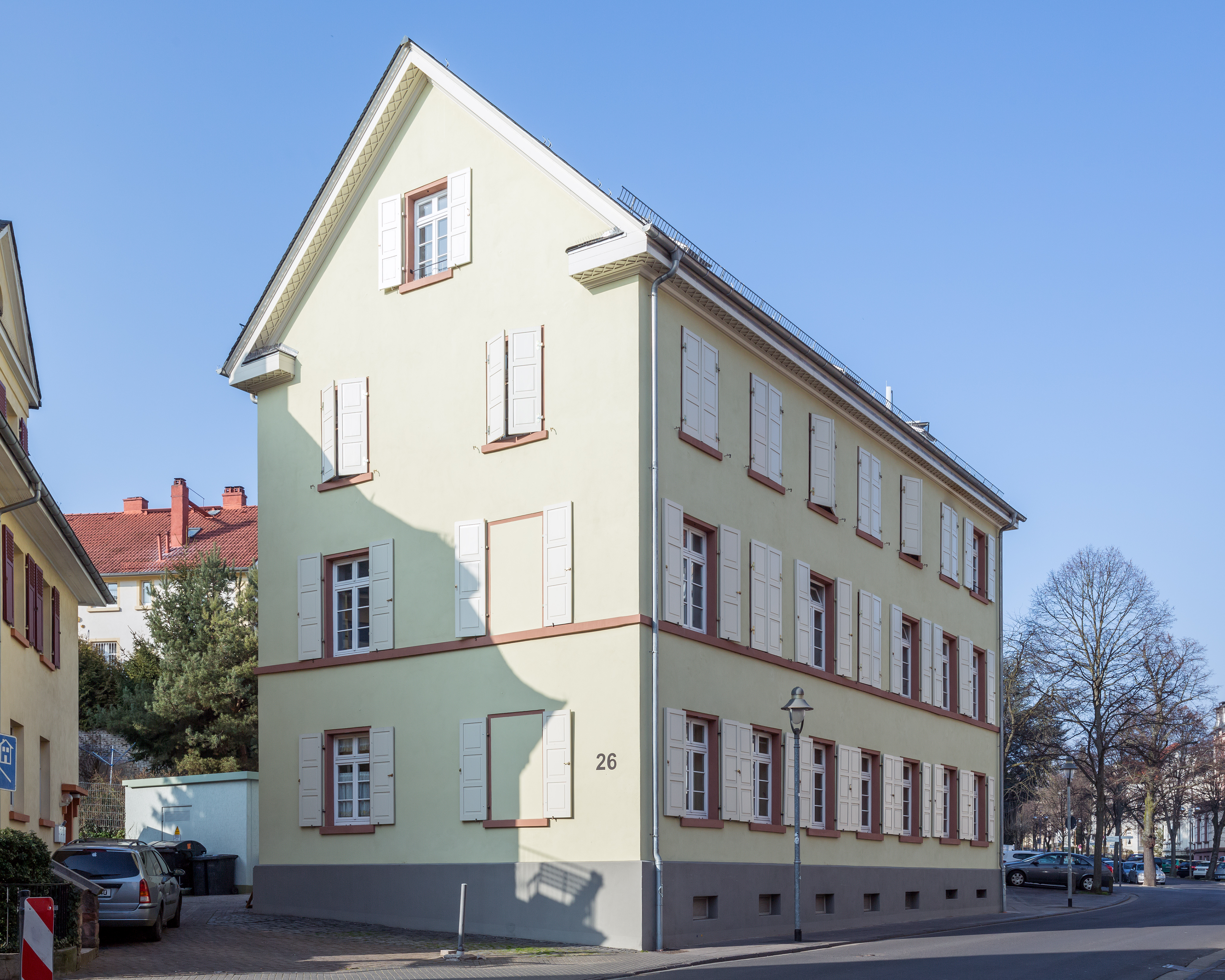
Ehemaliges Gerichtsgebäude

1847 wurde anlässlich der Verlegung des Justizamtes von Dorheim nach (Bad) Nauheim ein neues Gerichtsgebäude errichtet. Es entstand auf dem Areal der ehemaligen Burg von Nauheim. Der dreigeschossige Massivbau hat ein Satteldach. Das Haus steht mit sieben Fensterachsen traufseitig zur Straße. Es ist nur spärlich durch einen Sockel, ein umlaufendes Brüstungsgesims im ersten Obergeschoss und das Traufgesims gegliedert. Das Gebäude nutzten auch die Nachfolgeeinrichtungen, das Landgericht Nauheim und das Amtsgericht (Bad) Nauheim. Es ist erhalten und heute ein Kulturdenkmal aus geschichtlichen Gründen aufgrund des Hessischen Denkmalschutzgesetzes.